# سوزن کلئوپاترا
سوزن کلئوپاترا (نام علمی: Thelymitra apiculata) نام یک گونه از سرده ارکیده‌های خورشیدی است.